# Decorah
Decorah ist eine Stadt (mit dem Status "City") und Verwaltungssitz des Winneshiek County im US-amerikanischen Bundesstaat Iowa. Im Jahr 2010 hatte Decorah 8127 Einwohner, deren Zahl sich bis 2013 auf 8089 verringerte. Das U.S. Census Bureau hat bei der Volkszählung 2020 eine Einwohnerzahl von 7.587 ermittelt.

## Geografie
Decorah liegt im mittleren Nordosten Iowas am Upper Iowa River, einem rechten Nebenfluss des Mississippi. Dieser bildet rund 50 km östlich die Grenze Iowas zu Wisconsin; nach Minnesota sind es 25 km in nördlicher Richtung.
Die geografischen Koordinaten von Decorah sind 43°18′12″ nördlicher Breite und 91°47′09″ westlicher Länge. Die Stadt erstreckt sich über eine Fläche von 18,23 km² und ist der Hauptort der Decorah Township. Ein kleiner Teil des Stadtgebiets erstreckt sich in die benachbarte Glenwood Township.
Nachbarorte von Decorah sind Mabel (29,4 km nördlich), Waukon (28,7 km östlich), Castalia (26,3 km südsüdöstlich), Ossian (20,5 km südlich), Calmar (17,7 km südsüdwestlich), Spillville (21,4 km südwestlich) und Ridgeway (18,5 km westlich).
Die nächstgelegenen größeren Städte sind La Crosse in Wisconsin (89,3 km nordöstlich), Wisconsins Hauptstadt Madison (231 km östlich), Dubuque an der Schnittstelle der Staaten Iowa, Wisconsin und Illinois (154 km südöstlich), die Quad Cities in Iowa und Illinois (269 km in der gleichen Richtung), Cedar Rapids (171 km südlich), Waterloo (125 km südsüdwestlich), Iowas Hauptstadt Des Moines (304 km südwestlich), Rochester in Minnesota (119 km nordwestlich) und die Twin Cities in Minnesota (Minneapolis und Saint Paul) (248 km in der gleichen Richtung).

## Geologie
Decorah liegt in der Driftless Area genannten eiszeitlich geformten Region, die sich über das südöstliche Minnesota, das südwestliche Wisconsin, das nordöstliche Iowa und das äußerste nordwestliche Illinois erstreckt. Bei der letzten Eiszeit, der so genannten Wisconsin Glaciation, blieb die Region eisfrei, sodass sich die Flusstäler auch während dieser Zeit tiefer in das Plateau einschneiden konnten. Hier entdeckte man 2005 innerhalb des Decorah-Einschlagstruktur die Fossilienlagerstätte Winneshiek die aus den Schieferablagerungem aus dem Ordovizium stammt.

## Verkehr
Der U.S. Highway 52 führt in Nord-Süd-Richtung entlang des westlichen Stadtrandes von Decorah und kreuzt im Südwesten des Stadtgebiets den Iowa State Highway 9. Alle weiteren Straßen sind untergeordnete Landstraßen, teils unbefestigte Fahrwege sowie innerörtliche Verbindungsstraßen.
Mit dem Decorah Municipal Airport befindet sich im südöstlichen Stadtgebiet ein kleiner Flugplatz. Der nächstgelegene Verkehrsflughafen ist der 98 km nordöstlich gelegene La Crosse Regional Airport in Wisconsin, von wo Anschlussflüge zu den in nächstgelegenen Großflughäfen Minneapolis, Chicago und Des Moines bestehen.

## Geschichte

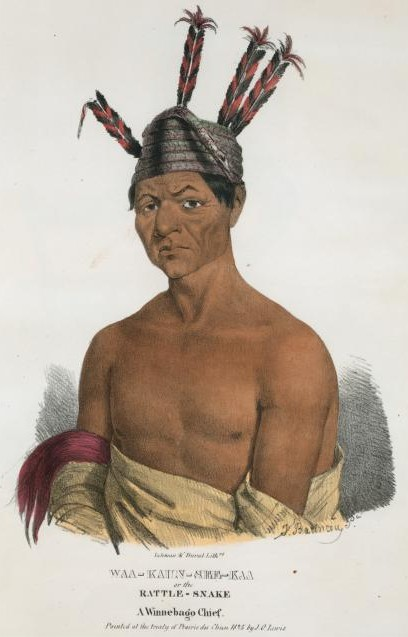
W. Decorah

Der Name der Stadt geht auf Waukon Decorah (um 1780–1868) zurück, einen Anführer des Indianerstammes der Ho-Chunk (Winnebago) während der Zeit des Black-Hawk-Krieges.
Die ersten Weißen siedelten sich im Jahr 1849 auf dem Gebiet der heutigen Stadt an. In den folgenden Jahren kamen verstärkt norwegische Einwanderer in die entstehende Siedlung.
Im Jahr 1857 wurde Decorah als selbstständige Kommune inkorporiert.

## Bevölkerung
Nach der Volkszählung im Jahr 2010 lebten in Decorah 8127 Menschen in 2855 Haushalten. Die Bevölkerungsdichte betrug 445,8 Einwohner pro Quadratkilometer. In den 2855 Haushalten lebten statistisch je 2,09 Personen.
Ethnisch betrachtet setzte sich die Bevölkerung zusammen aus 94,6 Prozent Weißen, 1,5 Prozent Afroamerikanern, 2,2 Prozent Asiaten sowie 0,6 Prozent aus anderen ethnischen Gruppen; 1,0 Prozent stammten von zwei oder mehr Ethnien ab. Unabhängig von der ethnischen Zugehörigkeit waren 2,0 Prozent der Bevölkerung spanischer oder lateinamerikanischer Abstammung.
14,3 Prozent der Bevölkerung waren unter 18 Jahre alt, 67,0 Prozent waren zwischen 18 und 64 und 18,7 Prozent waren 65 Jahre oder älter. 53,9 Prozent der Bevölkerung waren weiblich.
Das mittlere jährliche Einkommen eines Haushalts lag bei 47.619 USD. Das Pro-Kopf-Einkommen betrug 22.364 USD. 11,3 Prozent der Einwohner lebten unterhalb der Armutsgrenze.

## Bekannte Bewohner
- Henry C. Bulis (1830–1897), achter Vizegouverneur von Iowa (1871–1874); starb in Decorah
- Theodore Weld Burdick (1836–1898), republikanischer Abgeordneter des US-Repräsentantenhauses (1877–1879); lebte lange in Decorah und ist hier beigesetzt
- Martin N. Johnson (1850–1909), republikanischer Abgeordneter in beiden Häusern der US-Kongresses; aufgewachsen in Decorah
- Henry Thomas Helgesen (1857–1917), republikanischer Abgeordneter des US-Repräsentantenhauses (1913–1917); geboren und aufgewachsen in Decorah
- Gilbert N. Haugen (1859–1933), langjähriger republikanischer Abgeordneter des US-Repräsentantenhauses (1899–1933); lebte jahrelang in Decorah
- Ole J. Kvale (1869–1929), republikanischer Abgeordneter des US-Repräsentantenhauses (1923–1929); geboren und aufgewachsen in Decorah
- Oswald Veblen (1880–1960), Mathematiker; geboren und aufgewachsen in Decorah
- Fred Biermann (1884–1968), demokratischer Abgeordneter des US-Repräsentantenhauses (1933–1939); lebte lange in Decorah und ist hier beigesetzt
- Jakob Larsen (1888–1974), Historiker; geboren und aufgewachsen in Decorah
- Georgann Johnson (1926–2018), Schauspielerin; geboren und aufgewachsen in Decorah
- Joe Lutkenhaus (* 1947), Mikrobiologe, Molekulargenetiker und Immunologe; geboren und aufgewachsen in Decorah